# Tadeusz Rymszewicz
Tadeusz Edmund Rymszewicz (ur. 1950) – polski działacz społeczny i partyjny, były wiceprezydent Sopotu i wiceprzewodniczący Centralnego Komitetu Stronnictwa Demokratycznego. Jeden ze współtwórców porozumienia SD z NSZZ „Solidarność” w 1989. 

## Życiorys
Uzyskał wyższe wykształcenie ekonomiczne na Uniwersytecie Gdańskim. W 1975 wstąpił do Stronnictwa Demokratycznego. Był członkiem jego Miejskiego Komitetu w Sopocie i Gdyni, a także wiceprzewodniczącym Wojewódzkiego Komitetu w Gdańsku. Był wiceprzewodniczącym Środowiskowego Komitetu Młodych Demokratów w Gdańsku. W kadencji 1985–1989 zasiadał w Centralnym Komitecie SD, zaś w kwietniu 1989 został wybrany na jego sekretarza. Z ramienia Stronnictwa sprawował m.in. funkcję wiceprezydenta Sopotu, a także wiceprzewodniczącego Rady Wojewódzkiej Patriotycznego Ruchu Odrodzenia Narodowego. Działał również społecznie – był wiceprzewodniczącym Sopockiej Rady Fundacji Kultury. 
Nie kandydował w wyborach w 1989, jednak ostatecznie został przez SD wystawiony w II turze z 18 czerwca jako kontrkandydat Andrzeja Bondarewskiego w okręgu Piotrków Trybunalski. W sierpniu 1989 był jednym z najważniejszych twórców – po stronie SD – zmiany układu koalicyjnego PZPR-ZSL-SD na porozumienie SD z „Solidarnością”. Brał m.in. udział w trójstronnych negocjacjach między OKP, ZSL i SD w siedzibie Stronnictwa przy ul. Chmielnej. 28 lutego 1990 wszedł w skład nowego kierownictwa SD jako wiceprzewodniczący Centralnego Komitetu. 
Odznaczony m.in. Złotym i Brązowym Krzyżem Zasługi, a także Srebrną i Brązową Odznaką im. Janka Krasickiego.